# كارلوس باشا
كارلوس باشا (Carlos Oscar Pachamé) (25 فبراير 1944 في بوينس آيرس في الأرجنتين – )؛ هو لاعب كرة قدم سابق كان يلعب كلاعب وسط. يلعب مع منتخب الأرجنتين لكرة القدم منذ عام 1967.

## وصلات خارجية
- كارلوس باشا على موقع الاتحاد الدولي (مؤرشف)  (الإنجليزية)
- كارلوس باشا على موقع الاتحاد الأوربي (الإنجليزية)
- كارلوس باشا على موقع قاعدة بيانات كرة القدم.إي يو (الإنجليزية)
- كارلوس باشا على موقع ناشيونال فوتبول تيمز (الإنجليزية)
- كارلوس باشا على موقع Soccerway.com (الإنجليزية)
- كارلوس باشا على موقع عالم كرة القدم.نت (الإنجليزية)
- كارلوس باشا على موقع أوليمبيديا (الإنجليزية)
- National Football Teams